# 폴라 트리키
폴라 트리키(Paula Trickey, 1966년 3월 27일 ~ )는 미국의 배우이다.

## 출연 작품
- 더 치팅 팩트  (2013)
- 블러드 샷 (2013)
- 비트레이드 앳 17 (2011)
- 락트 어웨이 (2010)
- 캐롤 크리스마스 (2003)
- The O.C. (2003)
- 더 베이스 (1999)
- 패시픽 블루 (1996)
- 블랙 스콜피온 (1995)
- 키스 굿나잇 (1994)
- 시티 레인져 (1993)
- 레니게이드 (1992)
- 코델 (1990)
- 프리티 마담 (1990)
- 비버리힐즈의 아이들 (1990)
- SOS 해상 구조대 (1989)